# Hayes Center
Hayes Center – wieś w Stanach Zjednoczonych, w stanie Nebraska, siedziba administracyjna hrabstwa Hayes.